# قوات أبو الفضل العباس
قوات أبو الفضل العباس هي مجموعة مسلحة شيعية تعمل في العراق، تشكلت في يونيو 2014 أثناء نشاط داعش. القوة مرتبطة بالشيخ أوس الخفاجي، الذي كان منحازا لمقتدى الصدر. القوة. تقول المجموعة أن هناك صلة مع جماعة لواء أبو الفضل العباس المشابهة التي تقاتل في الحرب الأهلية السورية إلى جانب الحكومة السورية. كما يبدو أن لها علاقة عميقة بكتائب الإمام علي. وفي 10-12-2017 تم حل هذه القوات بعد اعلان حيدر العبادي النصر على تنظيم الدولة الإسلامية.